# 파이어레인
파이어레인(본명: 추화우, 1998년 10월 30일 ~ )은 대한민국의 전직 리그 오브 레전드 프로게이머로 아이디는 FireRain이었다. 포지션은 미드라이너였다.

## 선수 생활
2015년 전국체육대회에 경기도 대표로 출전하여 금메달을 수상했다.
2016시즌을 앞두고 중국 2부리그의 IN 게이밍에 입단했다. 스프링 시즌 팀의 주전 선수로 활동했다.
2017년 5월, 게임 탈렌트에 입단했다. 2017 서머 시즌 팀의 포스트시즌 진출에 기여했다.
2018년 3월, 비시 게이밍에 입단했다. 스프링 시즌에서는 출전을 기록하지 못했지만, 서머 시즌에서는 팀의 주전 선수로 활동했다.
2019년 5월, F-소울 e스포츠에 입단했다.
2020시즌을 앞두고 하이프레시 블레이드에 입단했다. 2020시즌 종료 후 팀에서 퇴단했다.

## 은퇴 후
선수 은퇴 후 아프리카 TV에서 개인방송을 시작했다.

## 소속팀
| # | 팀명                | 소속 기간             | 소속 리그 | 비고 |
| - | ------------------- | --------------------- | --------- | ---- |
| 1 | IN 게이밍           | 2016.01.18~2017.04    | LSPL      |      |
| 2 | 게임 탈렌트         | 2017.05~2018.03.02    | LSPL      |      |
| 3 | 비시 게이밍         | 2018.03.05~2019.05.16 | LPL       |      |
| 4 | F-소울 e스포츠      | 2019.05.29~2020.01.30 |           |      |
| 5 | 하이프레시 블레이드 | 2020.01.30~2020.11.03 | CK        |      |

## 수상 내역
- 2015년 전국체육대회 리그 오브 레전드 부문 금메달
- 2015년 IeSF 월드 챔피언십 금메달